# Valentina Rusu
Pour les articles homonymes, voir Rusu.
Valentina Rusu est une joueuse roumaine de volley-ball née le 19 mars 1983 à Toplița. Elle mesure 1,83 m et joue au poste de centrale. 

## Clubs
| Club               | De        | À         |
| ------------------ | --------- | --------- |
| CSU Târgu Mureș    | 2000-2001 | 2004-2005 |
| Penicilina Iași    | 2005-2006 | 2006-2007 |
| CS Știința Bacău   | 2007-2008 | 2008-2009 |
| SCM Craiova        | 2009-2010 | 2009-2010 |
| CS Volei Alba-Blaj | 2010-2011 | 2015-2016 |
| CSU Târgu Mureș    | 2016-2017 | …         |

## Palmarès
- Championnat de Roumanie
  - Vainqueur : 2015, 2016.